# Öretjärnen (Särna socken, Dalarna, 683765-134248)
Öretjärnen är en sjö i Älvdalens kommun i Dalarna och ingår i Dalälvens huvudavrinningsområde.